# アイルランドラグビー協会
アイルランドラグビー協会 (アイルランド語: Cumann Rugbaí na hÉireann、英語: Irish Rugby Football Union) は、アイルランド島（アイルランド共和国および北アイルランド）のラグビーユニオンを統括する競技運営団体である。略称IRFU.

## 概要
ラグビーアイルランド代表を運営する他、世代別代表チームも運営する。アイルランド代表のホームスタジアムであるアビバ・スタジアム内に本部事務所を置く。
北アイルランド（イギリスの一部）と、アイルランドとは異なる国家だが、1つのラグビー協会として活動している。

## 歴史
当初はアイルランドに2つの協会があった。
1つは1874年12月に設立され、レンスター、マンスター、アルスターの一部のクラブを管轄するアイルランド・フットボール・ユニオン（Irish Football Union）。こちらは現在のアイルランド国内にある。
もう1つは1875年1月に設立され、ベルファスト地域を管轄するアイルランド北部フットボール・ユニオン（Northern Football Union of Ireland）。 こちらは現在はイギリスの領土である。
1879年にこれら2つの組織が合併してIRFU（アイルランドラグビーフットボール協会）が設立され、新しいIRFUの支部がレンスター、マンスター、アルスターに設立された。コノート支部は1900年に設立された。
IRFUは、 1886年にスコットランドとウェールズとともに、国際ラグビーフットボール評議会（International Rugby Football Board、略称IRFB、現在のワールドラグビー）の創設メンバーとなった。イングランドは1890年までIRFBへの加盟を拒否した。
1922年12月6日にアイルランド自由国が生まれ、1937年12月29日にアイルランド憲法が施行され、1949年4月18日にアイルランドがイギリス連邦から離脱した際にも、北アイルランド（イギリス領の一部）とアイルランドとで分断することなく、1つのラグビー協会として運営されている。
1999年、ヨーロッパラグビー協会（現在のラグビーヨーロッパ）に加盟。
2025年5月15日、財政難を理由に、7人制ラグビー男子アイルランド代表を解散することを発表した。7人制女子アイルランド代表は、女子15人制への育成経路として活動を続ける。